# Pachyanthidium bouyssoui
Pachyanthidium bouyssoui is een vliesvleugelig insect uit de familie Megachilidae. De wetenschappelijke naam van de soort is voor het eerst geldig gepubliceerd in 1903 door Vachal.